# Kilian Fischhuber
Kilian Fischhuber (Waidhofen an der Ybbs, 1º agosto 1983) è un arrampicatore austriaco.
Pratica l'arrampicata in falesia, il bouldering e le vie lunghe, e ha gareggiato nelle competizioni di difficoltà e boulder.
Dal 2005 ha dominato la Coppa del mondo boulder di arrampicata vincendone cinque edizioni di cui tre consecutive. Per questi successi ha vinto il La Sportiva Competition Award nel 2009.

## Biografia
Ha scoperto la passione per l'arrampicata nel 1995 in una palestra della sua città per poi passare a scalare anche sulla roccia.
Dal 1997 al 1999 ha partecipato alle competizioni giovanili nella specialità lead. Nel 1999, raggiunti i sedici anni, è entrato nella a far parte della squadra nazionale austriaca e ha iniziato a prendere parte alla neo-nata Coppa del mondo boulder di arrampicata. Dopo qualche anno di apprendistato nel 2003 ottiene il suo primo podio (terzo posto a Rovereto) e il 16 aprile 2004 la sua prima vittoria di tappa a Erlangen. È l'inizio di una serie interminabile di successi che lo hanno portato a vincere più di qualunque altro atleta la Coppa del mondo boulder: per cinque volte, nel 2005, 2007, 2008, 2009 e 2011.
Come numero di Coppe vinte è seguito dal francese Jérôme Meyer con tre trofei.
A fine 2014 ha annunciato il suo ritiro dalle competizioni.

## Palmarès

### Coppa del mondo
|         | 1999 | 2000 | 2001 | 2002 | 2003 | 2004 | 2005 | 2006 | 2007 | 2008 | 2009 | 2010 | 2011 | 2012 | 2013 | 2014 |
| ------- | ---- | ---- | ---- | ---- | ---- | ---- | ---- | ---- | ---- | ---- | ---- | ---- | ---- | ---- | ---- | ---- |
| Lead    |      |      | 37   | 27   | 27   | 20   | 22   | 23   | 17   |      |      |      |      |      |      |      |
| Boulder | 49   | 18   | 11   | 4    | 8    | 2    | 1    | 2    | 1    | 1    | 1    | 2    | 1    | 2    | 5    | 5    |

### Campionato del mondo
|         | 2001 | 2003 | 2005 | 2007 | 2009 | 2011 | 2012 | 2014 |
| ------- | ---- | ---- | ---- | ---- | ---- | ---- | ---- | ---- |
| Lead    | 26   | 50   |      |      |      |      |      |      |
| Boulder | 10   | 5    | 2    | 11   | 5    | 4    | 2    | 11   |

## Statistiche

### Podi in Coppa del mondo boulder
| Stagione | 1º | 2º | 3º | Podi totali |
| -------- | -- | -- | -- | ----------- |
| 2004     | 2  | 1  |    | 3           |
| 2005     |    | 1  | 2  | 3           |
| 2006     | 2  | 2  | 2  | 6           |
| 2007     | 2  | 2  | 1  | 5           |
| 2008     | 2  | 4  |    | 6           |
| 2009     | 2  |    | 2  | 4           |
| 2010     | 2  |    | 3  | 5           |
| 2011     | 4  |    | 1  | 5           |
| 2012     | 2  | 1  | 1  | 4           |
| 2013     | 2  |    | 1  | 3           |
| 2014     | 1  |    | 1  | 2           |
| Totale   | 21 | 11 | 14 | 46          |

## Falesia

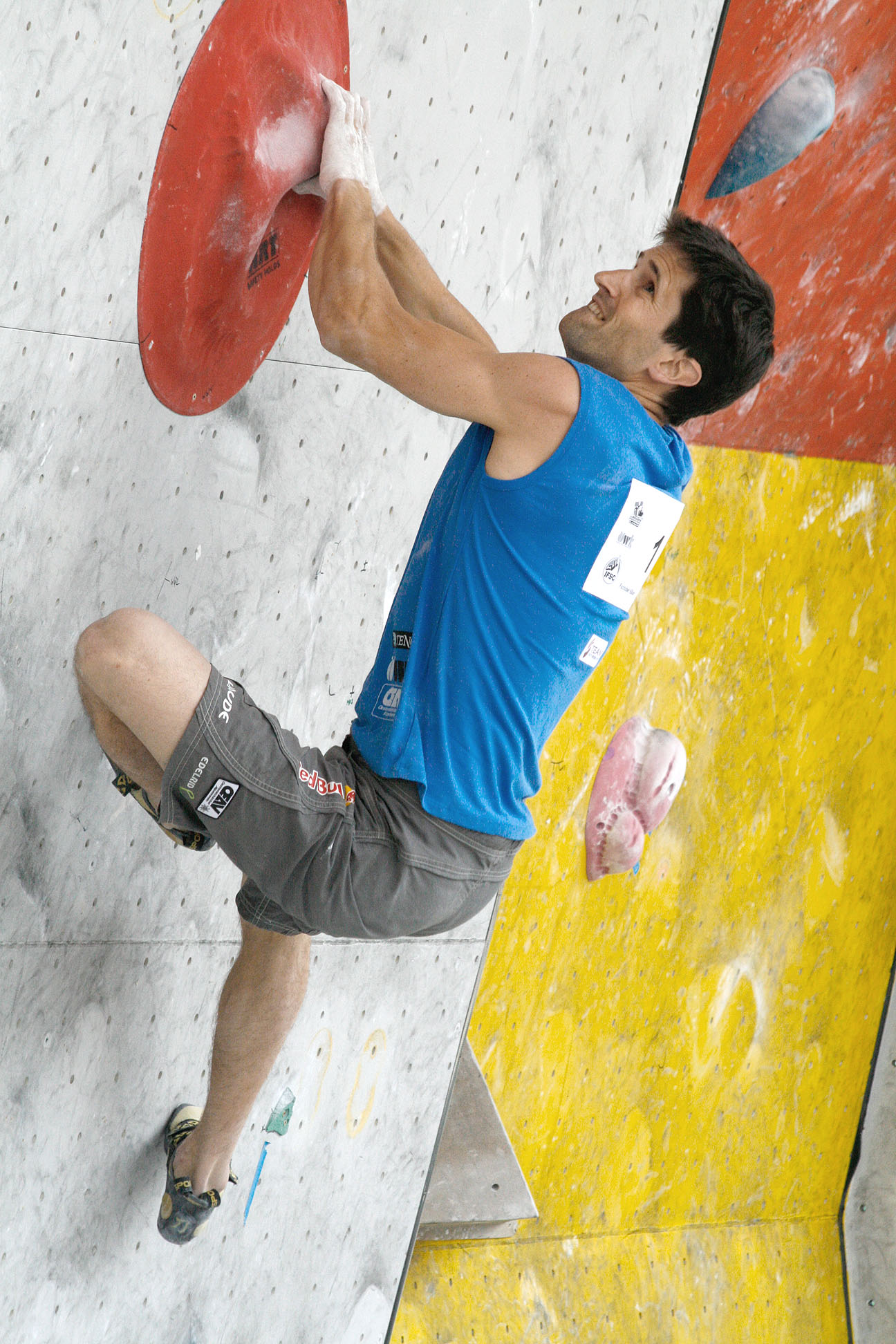
Kilian a Vienna nella seconda prova della Coppa del mondo boulder 2010

### Lavorato
- 9a/5.14d:
  - Action directe - Frankenjura (GER) - 26 settembre 2006 - Nona salita[7]
  - Underground - Massone (ITA) - 2005 - Via di Manfred Stuffer del 1998
- 8c+/5.14c:
  - Bumaye  - Margalef (ESP) - 2010
  - Dolby Surround - Zillertal (AUT) - 2008[8]
  - Sanjski Par Extension - Mišja Peč (SLO) - 2006
  - Alien Carnage - Castillon - 2006
  - Bah Bah Black Sheep - Céüse (FRA) - 2005
  - Za stara kolo... - Misja Pec (SLO) - 2004
  - Biographie - Céüse (FRA) - 2003

## Boulder
Ha salito boulder fino all'8C.

## Vie lunghe
- Des Kaisers neue Kleider - Wilder Kaiser (AUT) - 28 settembre 2009 - Via di Stefan Glowacz del 1994[11]

## Riconoscimenti
- La Sportiva Competition Award nel 2009